# Andrés Morales

Juan Andrés Morales Milohnic (Santiago de Chile, 1962) es un poeta, ensayista y escritor chileno.

## Biografía
Licenciado en Literatura en Universidad de Chile y doctor en Filosofía y Letras con mención en Filología Hispánica por la Autónoma de Barcelona, Morales es profesor de su alma máter. Autor prolífico, ha recibido varias distinciones entre las que destaca el Premio Pablo Neruda 2001, otorgado por la fundación del mismo nombre. Actualmente, reside en Madrid, España.
Es miembro correspondiente de la Academia Chilena de la Lengua desde 2008. En 2023, es elegido miembro de la Academia de Buenas Letras de Granada, España.

## Obras
- Por ínsulas extrañas (poesía, 1982)
- Soliloquio de fuego (poesía, 1984)
- Lázaro siempre llora (poesía, 1985)
- No el azar/Hors du hasard (poesía, bilingüe, 1987)
- Ejercicio del decir (poesía, 1989)
- Verbo (poesía, 1991)
- Vicio de belleza (poesía, 1992)
- Visión del oráculo (poesía, 1993)
- Antología Poética de Vicente Huidobro (ensayo y antología, 1993)
- Un ángulo del mundo. Muestra de poesía iberoamericana actual (antología,1993)
- Romper los ojos (poesía, 1995)
- El arte de la guerra (poesía, 1995)
- Poesía croata contemporánea (ensayo y antología, 1997)
- Escenas del derrumbe de Occidente (poesía, 1998)
- Anguitología, Poesía y Prosa de Eduardo Anguita (ensayo y antología, 1999)
- España reunida: Antología poética de la guerra civil española (ensayo y antología, 1999)
- Altazor de puño y letra (ensayo, 1999)
- Réquiem (poesía, 2001)
- Poesía y Prosa de Miguel Arteche (ensayo y antología, 2001)
- Antología Personal (poesía, 2001)
- Izabrane Pjesme (poesía, 2002)
- De Palabra y Obra (ensayo, 2003)
- Memoria Muerta (poesía, 2003)
- Demonio de la nada (poesía, 2005)
- Los Cantos de la Sibila (poesía, 2009)
- Antología Poética de la Generación de los ochenta (ensayo y antología, 2010)
- Ejercicio de Escribir (poesía, 2010)
- Poemas/Pjesme, en conjunto con Visnja Milohnic Roje, (poesía 2011)
- Antología breve (poesía, 2011)
- Escrito (poesía, 2014)
- Esencial (poesía, 2015)
- Écrit dans un miroir (poesía, 2015)
- Poesía reunida (2015)
- Tránsfugo (poesía, 2017)
- Paese de occhi i de sogni (poesía, 2019)
- Oráculo (poesía, 2019)
- Poéticas en movimiento (ensayo, 2019)
- Antología Personal (poesía, 2020 y 2022)
- Premonición del Vacío (poesía, 2020)
- Al sur de los espejos (poesía, 2021)
- Escenas del derrumbe de occidente (poesía, nueva edición corregida, España 2022)
- Triste Lengua y otros poemas (poesía, 2023)
- Huidobro en España (ensayo, 2024)
- El poema (poesía, 2025)
- Bitno / Esencial (poesía, 2025)

## Premios y reconocimientos
- Premio Manantial, Universidad de Chile (1980)
- Premio Miguel Hernández al mejor poeta joven latinoamericano (Buenos Aires, Argentina, 1983)
- Premio Pablo Neruda 2001
- Premio de Ensayo “Centro Cultural de España” 2002 y 2003
- Premio Internacional de Poesía "La Porte des Poetes" (París, Francia, 2007)
- Premio Internacional de Poesía "Andrés Bello" (Madrid, España, 2014)
- Premio Internacional de Poesía "Tribu de la Palabra" (Madrid, España, Santiago de Chile, 2024)